# رافاييل نادال (128036)

128036 رافاييل نادال هو كويكب اكتشف في عام 2003 في مرصد مايوركا الفلكي في إسبانيا والذي سمي على اسم لاعب التنس رافاييل نادال المولود في نفس المدينة.